# SBT Notícias (2000)
SBT Notícias é um telejornal noturno brasileiro que foi exibido originalmente pelo SBT de 3 de abril de 2000 a 17 de fevereiro de 2003. Foi criado para substituir durante as madrugadas a retransmissão do canal noticioso CBS Telenotícias, que foi encerrado no mês anterior ao que o telejornal teve sua estreia.
O Programa também ganhou exibição aos domingos entre  9 de abril de 2000 e 25 de setembro de 2005, às 7h da manhã, inclusive do dia 11 de novembro de 2001, sendo a primeira atração do dia após a realização de manutenção técnica feito pelo SBT

## Antecedentes
O canal de televisão por assinatura CBS Telenotícias, fundado em 1994, estreou no Brasil em 1997 na grade de programação da operadora via satélite DirecTV. O canal teve dificuldade para ser incluído no line-up das operadoras NET e Multicanal, que na época eram operadas pelo Grupo Globo, pois a empresa não queria que o seu canal de notícias, GloboNews, tivesse concorrência.
Para aumentar o alcance, e também o conteúdo nacional do canal, a CBS Telenotícias fechou um acordo para a troca de material jornalístico mútua com o SBT. Com tal acordo, o Jornal do SBT passou a ser coproduzido pela CBS Telenotícias diretamente de seus estúdios em Miami, enquanto o SBT produzia a parte brasileira no CDT da Anhanguera. O SBT também transmitia a programação do canal de notícias durante a madrugada após o término do Jornal do SBT, através do Sistema de Notícias da América Latina (Sinal).
O acordo com o SBT acabou sendo encerrado em agosto de 1998. Após a perda da parceria, a CBS Telenotícias fechou acordos de troca de material similares ao que tinha estabelecido com o SBT com a Band e a TV Cultura. Alguns meses depois disso, em janeiro de 1999, um novo acordo entre a CBS Telenotícias e o SBT, por intermédio de Silvio Santos, foi feito. Tal como no acordo anterior, o canal pago oferece seu conteúdo em troca do conteúdo do SBT, além da emissora exibir durante a madrugada a programação do canal pago através do Sinal. Por questões de direitos, os conteúdos da Band e da TV Cultura não eram exibidos no SBT.
Em 2000, foi anunciada a venda da CBS Telenotícias para a Telemundo. O canal passava por dificuldades financeiras e estava a beira da falência, e para sanar o problema, a CBS vendeu 70% do canal para o grupo mexicano Medcom em 1999. A venda permitiu que a Telemundo lançasse o seu canal internacional para toda a América Latina, porém, devido a um acordo que a emissora norte-americana fechou com a Rede Globo para exibição de suas telenovelas, o CBS Telenotícias saiu do ar sem ter sido substituído no Brasil.
O SBT, ao receber o comunicado de que a programação do canal iria sair do ar em março de 2000, entrou na justiça contra a Telemundo para ser ressarcido com a multa prevista no acordo que fechou com a emissora. O contrato que o SBT mantinha com o canal era válido até junho do mesmo ano. Para substituir os noticiários da CBS Telenotícias em sua programação, a emissora inicialmente colocou no ar documentários e filmes. Porém, decidiu criar o telejornal SBT Noticias para cobrir os horários antes destinados a retransmissão da programação do extinto canal noticioso.

## Formato
Exibido durante as madrugadas, o SBT Notícias reapresentava as reportagens feitas pelo departamento de jornalismo do canal para o Jornal do SBT, contando com a apresentação de Hermano Henning. O telejornal também contava com os seguintes quadros: A Palavra É só Sua, uma enquete com perguntas sobre os fatos do dia; Palavra Amiga, em que a jornalista Cinira Arruda fazia comentários sobre comportamento; Aconteceu no Mundo, com imagens dos acontecimentos através do mundo e Tolerância Zero, que apresentava ações policiais nos Estados Unidos, sempre terminando com a frase: É assim a rotina da polícia em muitos países em que a tolerância é zero!.

## Cancelamento
Devido a uma reestruturação no comando da emissora, o telejornal SBT Notícias, junto com o TJ Manhã e o De Frente com Gabi, foi cancelado. A emissora também despediu 46 profissionais que trabalhavam no departamento de jornalismo, sendo que 12 deles integrantes do SBT Notícias. O SBT Notícias e o TJ Manhã deixaram de ser exibidos na grade de programação da emissora a partir do dia 17 de fevereiro de 2003. O SBT substituiu o horário ocupado pelo noticiário com séries.